# غوردون ستراكان
غوردون ستراكان (بالإنجليزية: Gordon Strachan)‏ (مواليد 9 فبراير 1957) هو لاعب كرة قدم. يلعب مع منتخب اسكتلندا لكرة القدم. سبق له أن لعب في كأس العالم لكرة القدم مع منتخب بلاده.

## مسيرته الكروية
لعب غوردون ستراكان خلال مسيرته الاحترافية مع 5 أندية في ستة وعشرون موسمًا وسجل خلالها 138 هدف ضمن 635 مباراة. حيث فاز في أربعة مواسم بالكأس وفي ثلاثة مواسم بالدوري.
خاض غوردون ستراكان مسيرته مع نادي دندي في موسم 1974–75 ليلعب معه أربعة مواسم، مشاركًا في 69 مباراة سجل خلالها 13 هدفًا. ثم انتقل إلى نادي أبردين في موسم 1977–78 ليلعب معه سبعة مواسم، حيث شارك في 183 مباراة سجل خلالها 55 هدفًا. لينتقل بعدها إلى نادي مانشستر يونايتد في موسم 1984–85 ليلعب معه خمسة مواسم، مشاركًا في 160 مباراة سجل خلالها 33 هدفًا. ثم انتقل إلى نادي ليدز يونايتد في موسم 1988–89 ليلعب معه سبعة مواسم، مشاركًا في 197 مباراة سجل خلالها 37 هدفًا. هذا وانتقل لاحقًا إلى نادي كوفنتري سيتي في موسم 1994–95 واستمر معه طيلة ثلاثة مواسم، مشاركًا في 26 مباراة ولم يسجل أي هدف.

## روابط خارجية
- غوردون ستراكان على موقع الاتحاد الدولي (مؤرشف)  (الإنجليزية)
- غوردون ستراكان على موقع قاعدة بيانات كرة القدم.إي يو (الإنجليزية)
- غوردون ستراكان على موقع ناشيونال فوتبول تيمز (الإنجليزية)
- غوردون ستراكان على موقع Soccerbase.com (لاعب) (الإنجليزية)
- غوردون ستراكان على موقع Soccerbase.com (مدرب) (الإنجليزية)
- غوردون ستراكان على موقع عالم كرة القدم.نت (الإنجليزية)
- غوردون ستراكان على موقع كووورة